# Sinfonia n. 1 (Haydn)
La Sinfonia n. 1 in re maggiore, Hoboken I/1, di Joseph Haydn fu composta nel 1759 a Lukavec. Nonostante sia stata definita da Haydn come la sua Prima Sinfonia, gli studiosi non sono sicuri se questa fu effettivamente la prima sinfonia che egli scrisse, o se fu solo uno dei primi lavori che Haydn scrisse che sopravvisse alla posterità. Certo che la prima sinfonia fu scritta nel 1759, H. C. Robbins Landon non esclude che la Sinfonia n. 2 o la Sinfonia n. 4 possano esser state composte nel 1757 o nel 1758.
Questo lavoro è stato composto per un'orchestra di 2 oboi (o anche flauti), fagotto, 2 corni, archi e basso continuo. Come molti dei lavori giovanili del compositore, esso si presenta in tre movimenti:
1. Presto, 4/4
2. Andante (in Sol maggiore), 2/4
3. Presto, 3/8

Il primo movimento si apre con un crescendo Mannheim che va in contrasto con il resto della sinfonia, che presenta caratteristiche prettamente austriache.
Robbins Landon osserva che "il primo movimento presenta diversi passaggi in cui le viole vengono usate abbastanza ingegnosamente e si distaccano alquanto dalla linea del basso".